# Bakara-Markt
Der Bakara-Markt, engl. Bakaara Market (Somali: Suuqa Bakaaraha oder Suuqa Bakaaro, von baqaar für „(Getreide-)Speicher“) in der somalischen Hauptstadt Mogadischu ist der größte Markt Somalias. Das Sortiment auf dem offenen Markt reicht von Nahrungsmitteln und Alltagsgütern bis hin zu Waffen und gefälschten Dokumenten. Die gehandelten Güter stammen aus ganz Somalia, aus den angrenzenden Ländern und der übrigen Welt.
Der Markt bietet direkt Arbeit und Einkommen für schätzungsweise 10.000–15.000 Menschen.

## Geschichte
Der Bakara-Markt wurde im Oktober 1972 unter Siad Barre eröffnet. Ziel war die Modernisierung der Hauptstadt und des Handels, da Mogadischu deutlich gewachsen und der alte Hauptmarkt im Stadtteil Hamar Weyne mittlerweile überfüllt war. Zuvor war das Land, auf dem sich der Markt befindet, vorwiegend als Viehweide genutzt worden. Es befand sich größtenteils im Besitz des Murusade-Clans, einem Sub-Clan von Hawiya.
Während sich Ende der 1980er Jahre die Sicherheitslage in Mogadischu verschlechterte, blieb der Bakara-Markt weitgehend sicher, da der entsprechende Stadtteil von der Regierung und deren Armee als „unfreundlich gesinnt“ gemieden wurde. In dieser Zeit verlegten deshalb auch etliche Händler aus den Vierteln Hamar Weyne und Medina ihre Aktivitäten hierher. Es wurde ein Komitee für Sicherheitsfragen gegründet und die Bewachung der Geschäfte organisiert. So überstand der Bakara-Markt die unsichere Zeit Ende 1991/Anfang 1992 unbeschadet, was seinen Ruf als sicherer Ort stärkte.
Mit der Ankunft der UNITAF-Truppen 1993 kam Geld in die Stadt, von dem etliche Händler profitieren wollten. So wuchs der Bakara-Markt weiter.
2007 wurde bei Kämpfen zwischen regierungstreuen Truppen und deren Gegnern ein großer Brand auf dem Markt ausgelöst. Im November 2007 führten weitere schwere Kämpfe zu einem weitgehenden Erliegen der Handelstätigkeiten auf dem Bakara-Markt.

## Bereiche und Sortiment
Der Markt ist in verschiedene Bereiche eingeteilt, darunter den Medikamentenmarkt, den Treibstoffmarkt, den Markt für einheimische und für importierte Nahrungsmittel, den Palmblättermarkt und den Waffenmarkt.
Die meisten auf dem Medikamentenmarkt gehandelten Medikamente stammten aus Indien und Pakistan, daneben aus Kenia, Ägypten, Jordanien, Griechenland und Syrien und selten aus Westeuropa. Traditionelle Heilmittel werden in einem eigenen Bereich verkauft.
Unter den importierten Nahrungsmitteln sind Reis (aus Indien, Pakistan und Thailand) und Zucker (aus Brasilien und Thailand) am bedeutendsten. Sie werden über den Hafen El Ma'an und über Kismaayo eingeführt. Auf dem Markt für lokale Landwirtschaftsprodukte werden Mais, Bohnen, Erdnüsse, Sesam, Weizen und Reis angeboten. Weizen und Reis – deren Anbau in Somalia nicht weit verbreitet ist – stammen teilweise auch aus internationalen Hilfslieferungen. Der Mais kommt aus den Regionen Unter- und Mittel-Shabeelle und Mittel-Jubba, Sorghum aus Bay, Bakool, Mittel-Jubba und Gedo (Gebiet von Baardheere). Die kleineren Bohnen stammen aus Gebieten in Galguduud und die größeren aus den Shabeelle-Regionen. Aus diesen beiden Regionen sowie aus Mittel-Jubba wird der Sesam eingeführt. Erdnüsse kommen vorwiegend aus Unter-Shabeelle. Die Preise für diese Produkte variieren entsprechend der Sicherheitslage in den Anbauregionen und dem Zustand der Straßen nach Mogadischu.
Für Milch besteht ein eigener Markt, der täglich mit Kuh- und Kamelmilch aus Dörfern um Mogadischu beliefert wird. Wie auf dem Gold- und Kleidermarkt sind hier hauptsächlich Frauen tätig.
Das Gold auf dem Goldmarkt wird hauptsächlich aus Saudi-Arabien und Dubai importiert, wo es verhältnismäßig günstig ist. Vor dem Bürgerkrieg wurde dieser Markt von Indern, Pakistanern, Reer Hamar und wenigen Jarir und Tumaal kontrolliert. Die meisten haben das Land verlassen oder wurden getötet, und ihre Geschäfte wurden geplündert. Heute sind hier nur mehr Reer Hamar, Jarir und Tumaal tätig. Das verkaufte Gold dient als Schmuck, vor allem aber auch als Geldanlage, die bei Bedarf verkauft werden kann.
Auf dem Waffenmarkt – Cir-toogte für „Schuss in den Himmel“ genannt, da eine Waffe vor dem Kauf üblicherweise durch einen Schuss in die Luft ausprobiert wird – ist ein breites Sortiment verfügbar, obschon ein internationales Waffenembargo für Somalia gilt.
Das Angebot auf dem Cabdalla Shideeye-Markt, der seinen Namen von einem erfolgreichen Gebrauchtelektronik-Händler hat,  besteht heute einerseits in Computern und sonstigen Elektronikwaren, andererseits aus gefälschten Dokumenten sowie Drogen.